# SECONDOLAVORO
#SECONDOLAVORO è il secondo album in studio di Niccolò Bossini, pubblicato il 29 ottobre 2013.

## Tracce
1. Cosa ti aspetti da me
2. Sei dove sei
3. Alcatraz
4. Laura
5. Vale per tutto
6. Non si sceglie